# Epimelitta mimica
Epimelitta mimica är en skalbaggsart som först beskrevs av Bates 1873.  Epimelitta mimica ingår i släktet Epimelitta och familjen långhorningar. Inga underarter finns listade i Catalogue of Life.